# Église de l'Annonciation de Šternberk
L'église de l'Annonciation de Šternberk est une église située dans la ville de Šternberk en Tchéquie.
C'est la plus grande église de Šternberk

## Historique
La construction s'est achevé en 1783.
L'architecte est František Antonín Grimm.

## Dimensions
Les dimensions de l'édifice sont les suivantes :

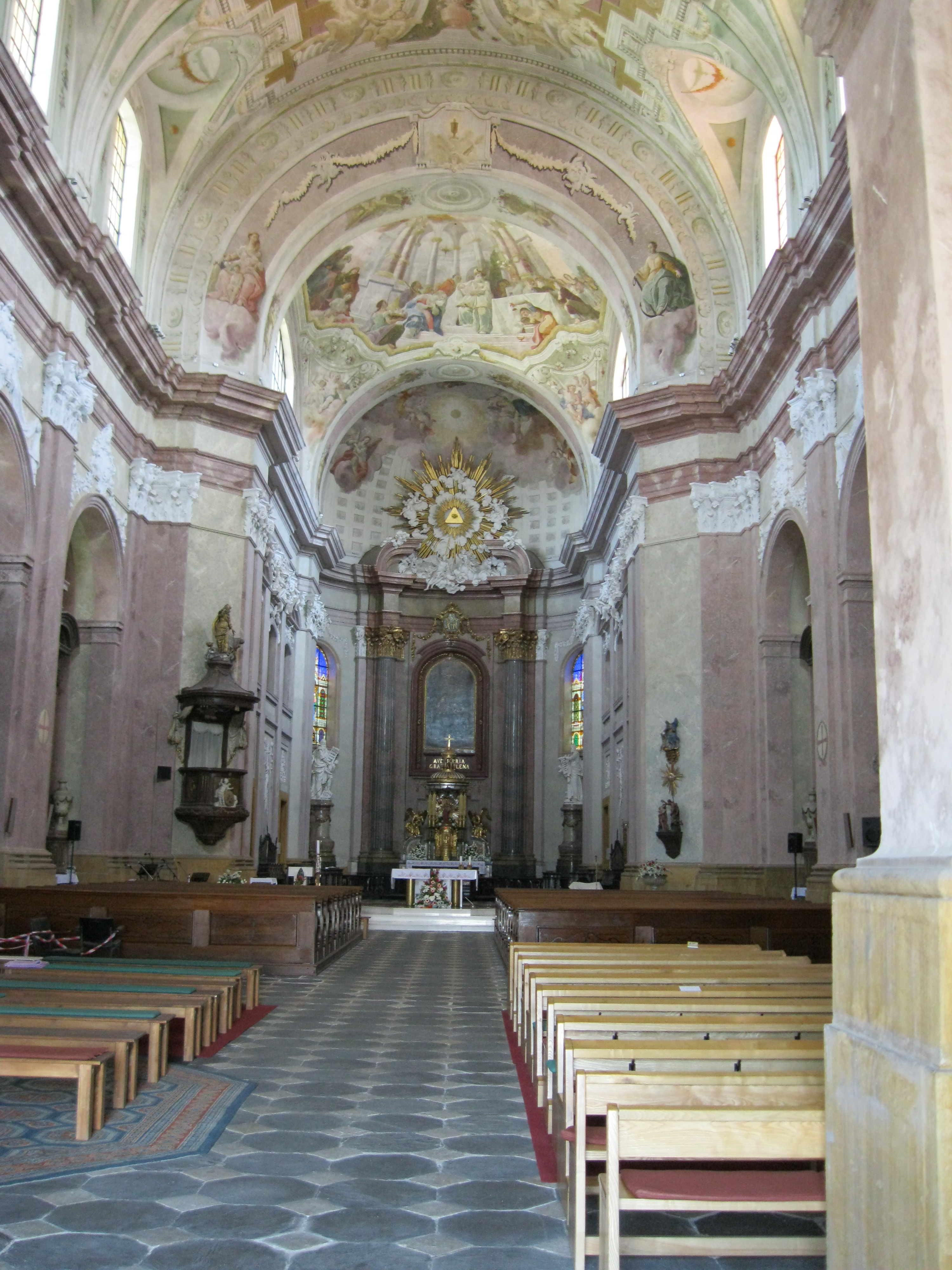
Intérieur de l'église

- Hauteur de la nef : 30 m
- Longueur : 65 m
- Hauteur des tours : 60 m